# Hybride lening
Met hybride lening wordt een lening aangeduid tussen rechtspersonen die juridisch als lening is aan te merken, maar in Nederland voor de vennootschapsbelasting (VPB) als een informele kapitaalstorting moet worden beschouwd. Dat leidt ertoe dat de betaalde rente over de lening fiscaal niet als last aftrekbaar is van de winst.
De hybride lening is in 2007 in artikelen 10 lid 1d en 10b in de wet VPB gecodificeerd. Of een lening als hybride lening moet worden beschouwd volgt niet letterlijk uit deze wetsartikelen. Ook de term 'hybride' komt er niet letterlijk in voor. Voor de te hanteren criteria moet worden gekeken naar jurisprudentie.
Met de term hybride leningen wordt in het algemeen de deelnemersschapslening, de schijnlening en de bodemlozeputlening bedoeld. De zogenaamde onzakelijke lening lijkt sterk op de deelnemerschapslening, maar blijft in de fiscale behandeling een lening en wordt daarmee niet als informeel kapitaal behandeld.

## Deelnemersschapslening
Er is sprake van een deelnemersschapslening als aan alle volgende criteria is voldaan: 
- de lening heeft geen vaste looptijd of een looptijd langer dan 50 jaar
- er is sprake van een winstafhankelijke rente en
- de schuld is achtergesteld ten opzichte van andere schuldeisers

## Schijnlening
Hierbij wordt gekeken naar wat partijen daadwerkelijk zijn overeengekomen en niet hoe dit in een overeenkomst is vastgelegd. Een schijnlening is in feite een kapitaalstorting die in de overeenkomst als lening wordt benoemd. De schijnlening komt vooral voor in oudere jurisprudentie.

## Bodemlozeputlening
Bij een bodemlozeputlening wordt gekeken naar de omstandigheden waaronder een lening is versterkt. Of sprake is van een bodemlozeputlening hangt af of de verstrekker de lening verstrekt uit het oogpunt van aandeelhouder, waarbij verder afgevraagd wordt of de lening onder dezelfde condities ook door anderen zou zijn verstrekt.

## Internationaal verband
De hybride lening volgens artikel 10b VPB 1969 hanteert strengere criteria dan de deelnemerschapslening. Dit artikel handelt over "renteloze laagrentende leningen met looptijd langer dan 10 jaar" en is feitelijk bedoeld om verschil in aftrek in internationaal verband vanuit het oogpunt van de Nederlandse fiscus te herstellen.